# Anacroneuria jaciara
Anacroneuria jaciara är en bäcksländeart som beskrevs av Bispo och Neves 2005. Anacroneuria jaciara ingår i släktet Anacroneuria och familjen jättebäcksländor. Inga underarter finns listade i Catalogue of Life.